# Арельяно, Каэтано
Каэтано Арельяно (таг. Cayetano Simplicio Lonzón Arellano; 2 марта 1847, Орион, Батаан, Генерал-капитанство Филиппины  — 23 декабря 1920, Манила, Столичный Регион, регион Лусон, Филиппины) — филиппинский юрист, судья, первый и самый долго занимавший пост председателя Верховного суда Филиппин (1901—1920).

## Биография
Сын рабочего-испанца. Образование получил у доминиканцев в римско-католическом колледже в Интрамуросе. Позже обучался в Католическом университете Филиппин, который окончил в 1862 году, став бакалавром философии, в 1867 году — бакалавр теологии. С 1876 года — юрист.
Во время испанского правления работал в судебных органах Манилы. В 1899 году после провозглашения независимости от Испании был назначен председателем временного Верховного суда Филиппин.
После того, как Филиппины стали зависимой территорией США, американский президент У. Тафт назначил Каэтано Арельяно первым председателем Верховного суда Филиппин. Исполнял обязанности до смерти в 1920 году.

## Память
- Почта Филиппин в 1963 году выпустила марку с его изображением.
- В родном городе установлен памятник Каэтано Арельяно.
- Имя К. Арельяно носит средняя школа и университет в Маниле — Arellano University